# Strażnica WOP Władysławowo
Strażnica we Władysławowie:
1. podstawowy pododdział graniczny Wojsk Ochrony Pogranicza pełniący służbę ochronną na granicy morskiej.
2. graniczna jednostka organizacyjna polskiej straży granicznej realizująca zadania bezpośrednio w ochronie granicy państwowej.

## Formowanie i zmiany organizacyjne
Strażnica została sformowana w 1945  w strukturze 19 komendy odcinka Lębork jako 94 strażnica WOP (Hallerowo) (Strelin/Strzelno) o stanie 56 żołnierzy. Kierownictwo strażnicy stanowili: komendant strażnicy, zastępca komendanta do spraw polityczno-wychowawczych i zastępca do spraw zwiadu. Strażnica składała się z dwóch drużyn strzeleckich, drużyny fizylierów, drużyny łączności i gospodarczej. Etat przewidywał także instruktora do tresury psów służbowych oraz instruktora sanitarnego. Sformowane strażnice morskiego oddziału OP nie przystąpiły bezpośrednio do objęcia ochrony granicy morskiej. Odcinek dawnej granicy polsko-niemieckiej sprzed 1939  od Piaśnicy, aż do lewego styku z 4 Oddziałem OP ochraniany był przez radziecką straż graniczną wydzieloną ze składu wojsk marszałka Rokossowskiego. Pozostały odcinek granicy od rzeki Piaśnica, aż po granicę z ZSRR zabezpieczała Morska Milicja Obywatelska.
Od 15 marca 1954 wprowadzono nową numerację strażnic. Strażnica WOP Władysławowo I kategorii otrzymała numer 91. 
Jesienią 1956  rozpoczęto numerować strażnice w systemie brygadowym. Strażnica Władysławowo otrzymała numer 1. 
Latem 1957, po przekazaniu 161 batalionu WOP 15 Brygadzie WOP zmieniono po raz kolejny numerację strażnic w systemie brygadowym. Podległa bezpośrednio pod sztab brygady strażnica Władysławowo otrzymała numer 1. W 1960, pozostając nadal w systemie brygadowym, odwrócono numerację. Strażnica otrzymała numer 7. W 1964  strażnica WOP nr 4 Władysławowo uzyskała status strażnicy lądowej i zaliczona została do IV kategorii.
Z dniem 15 października 2003  strażnica SG we Władysławowie Ustce i GPK Władysławowo zostały połączone w jeden organizm pod nazwą Graniczna Placówka Kontrolna we Władysławowie.

## Służba graniczna
Do 1948, czyli do czasu powołania punktów kontroli ruchu rybackiego (PKRR), strażnica zajmowała się także kontrolą kutrów rybackich.
W 1957  zlikwidowano MGPK Władysławowo, a wykonywane przez GPK czynności przekazano strażnicy WOP Władysławowo. Strażnica otrzymała status strażnicy specjalnej.
Wiosną 1958  zlikwidowano strażnicę nr 3 Puck, a odcinek przekazano strażnicy Władysławowo i strażnicy Mosty. Zreorganizowano też strażnicę specjalną Władysławowo wydzielając z jej składu GPKR Władysławowo.
Strażnice sąsiednie:
93 strażnica WOP Karwin ⇔ 95 strażnica WOP Puck – 1946

## Dowódcy strażnicy
- chor. Władysław Mackiewicz (był 10.1946)[b].
- mjr SG Jan Domżalski (był w 2002)[18]